# Christian Marrugo
Christian Marrugo (Cartagena de Indias, Colombia, 18 de julio de 1985) es un futbolista colombiano. Juega de mediocampista en Real Cartagena de la Categoría Primera B, segunda división del Fútbol Profesional Colombiano. También fue internacional con la selección de Colombia Sub-20 y con la selección de Colombia de mayores.

## Trayectoria

### Inicios
En una de las canteras más importantes del país, Marrugo sería convocado a una Selección Colombia Sub-15. Luego de tres años con los azucareros y debido a diferencias internas con la institución, en pleno 2002, decide pegar el salto a Medellín y recala en Club Atlético Nacional.
Cristian Marrugo se inició en las divisiones menores del Deportivo Cali donde jugó desde el 2000 hasta el 2002, en este año fue comprado por Atlético Nacional. Su buen juego hizo que el técnico Eduardo Lara, entrenador de la Selección Colombiana Sub-20, lo llamara para formar parte del tricolor nacional colombiano.

### Santa Fe
Con Atlético Nacional jugó hasta el torneo apertura del 2006 pues Santa Fe lo fichó para el torneo de clausura de ese mismo año, en Santa Fe tuvo muy buenas presentaciones además marcó muchos goles, después de que Santa Fe terminara último en el Torneo Finalización 2007 Marrugo salió de la institución junto con una gran cantidad de jugadores.

### Deportes Tolima
Cristian Marrugo llegó al Deportes Tolima por medio de un canje con Santa Fe que a su vez recibió al jugador Yulián Anchico.  Marrugo llegó a ser uno de los jugadores más sobresalientes del Deportes Tolima, siendo considerado como uno de los mejores volantes de Colombia.
Había rumores del paso de Cristian del Deportes Tolima al Pachuca valorado en 3 millones de dólares, pero el 20 de noviembre, el presidente del Pijao, Gabriel Camargo, afirmó: "Todavía no está vendido para ningún equipo porque tenemos dos propuestas: la del Pachuca de México y la del Borussia Dortmund de Alemania dejando incierto el futuro del futbolista colombiano.

### Pachuca
El 27 de noviembre de 2012 se concreta la venta al Pachuca de México. Durante el día del fútbol "draft" (periodo de traspasos en México) es cedido a préstamo por un año al Veracruz, equipo recién ascendido a primera división para la temporada 2013/14. Anota su primer gol en México en la victoria 4 a 2 del Veracruz en su visita al Atlante en la segunda del torneo apertura 2013.

### Deportivo Cali
El 22 de enero Marrugo debuta con el Deportivo Cali en un partido frente Atlético Nacional por la final de la Superliga Colombiana, de la cual sería campeón. Por problemas con el DT y la junta directiva, Marrugo deja al Deportivo Cali y vuelve a México.

### Independiente Medellín
El 2 de mayo de 2014 llega a Independiente Medellín. En el Independiente Medellín perdió dos finales, una en 2014-2 contra Santa Fe y la otra en 2015-1.
En el 2016 el capitán del Independiente Medellín llega a su tercera final de campeonato consecutiva.

Anotó los 2 goles con los que Independiente Medellín consiguió su sexta estrella, el primero fue al minuto 35 , el segundo, en la última jugada del partido, aprovechó la subida del arquero, Sebastián Viera, en un tiro de esquina y tras el contragolpe con el arco custodiado por un solo jugador del Junior, el volante puso el 2-0 para darle el ansiado título al equipo “Poderoso” después del conseguido en el año 2009.

### Puebla
El 20 de julio de 2017 llega al Club Puebla para disputar la Apertura 2017 de la Primera División de México. Debutaría el 28 de julio jugando todo el partido en el empate a un gol frente a Monarcas Morelia. Su primer gol lo marca el 11 de agosto en el empate a un gol frente a Club Tijuana.

### Millonarios
El 18 de junio se confirma su cesión por un año a Millonarios Fútbol Club de la Categoría Primera A volviendo al fútbol colombiano. Debuta el 22 de julio en el empate a dos goles como locales frente a Boyacá Chico ingresando al minuto 70 por Juan Camilo Salazar. Su primer gol lo hace el 12 de agosto marcando el empate a un gol como visitantes frente a Atlético Nacional. Su partido 600 como profesional a nivel de clubes lo juega el 4 de septiembre como titular en la caída 3-2 en su visita al Alianza Petrolera. Tras finalizar su participación en el primer semestre del año, confirma su no continuidad en el equipo embajador.

### Puebla
En junio de 2019 llega de regreso al Club Puebla de la Primera División de México tras su cesión. Marca su primer gol el 26 de septiembre de tiro penal en la victoria 2 por 1 sobre Club León, vuelve a marca el 8 de noviembre en la derrota 3-2 en casa de Monarcas Morelia.

### Águilas Doradas
Rescinde contrato con el club mexicano en enero del 2020 y en su regreso a Colombia es fichado como agente libre por el club Águilas Doradas, para los torneos previstos del 2020 , con el club antioqueño se está por tres años contando el de su llegada. Disputó 69 partidos , anotó 15 goles y generó 22 asistencias. Finalizando  vínculo a inicios de junio del 2022.

### Independiente Medellín
Después de finalizar su vínculo con el Águilas Doradas es fichado como agente libre en junio del 2022 por el club antioqueño para el segundo semestre de ese mismo año. Sumando así su segunda etapa con el club “Poderoso”.

### Real Cartagena
Para la temporada 2024 es fichado por el club de su ciudad natal el Real Cartagena que disputa la segunda división del futbol colombiano, siendo su primera participación en el cuadro heroico.
El 3 de febrero marca su primer gol en la victoria 2-0 frente a Internacional de Palmira; anotaría su segundo gol el 23 de febrero frente a Bogotá Fútbol Club en la victoria 3-0, gol convertido por la vía del penal con gran ejecución al estilo Panenka.

## Selección Colombia
Fue internacional con la Selección de fútbol de Colombia Marrugo jugó con la Selección Sub-20 en Esperanzas de Toulon 2004-2006 siendo jugador de Atlético Nacional. También fue convocado a la selección de mayores

### Participaciones enCopas del Mundo
| Mundial                     | Sede         | Resultado        | PJ | GA | Asis |
| --------------------------- | ------------ | ---------------- | -- | -- | ---- |
| Copa Mundial Sub-20 de 2005 | Países Bajos | Octavos de final | 3  | 0  | 0    |

### Participaciones enEliminatorias al Mundial
| Eliminatoria               | Sede del Mundial       | Posición               | Resultado   | PJ | GA | Asis |
| -------------------------- | ---------------------- | ---------------------- | ----------- | -- | -- | ---- |
| Eliminatorias Mundial 2010 | Sudáfrica              | 7°lugar 23pts          | Eliminado   | 2  | 0  | 0    |
| Eliminatorias Mundial 2014 | Brasil                 | 2°lugar 30pts          | Clasificado | 1  | 0  | 0    |
| Total en Eliminatorias     | Total en Eliminatorias | Total en Eliminatorias | 1/2         | 3  | 0  | 0    |

## Estadísticas

### Clubes
Actualizado a 14 de junio de 2025.
| Club                              | Div.                | Temporada           | Liga  | Liga  | Liga   | Copa Nacional | Copa Nacional | Copa Nacional | Copa Internacional | Copa Internacional | Copa Internacional | Total | Total | Total  |
| Club                              | Div.                | Temporada           | Part. | Goles | Asist. | Part.         | Goles         | Asist.        | Part.              | Goles              | Asist.             | Part. | Goles | Asist. |
| --------------------------------- | ------------------- | ------------------- | ----- | ----- | ------ | ------------- | ------------- | ------------- | ------------------ | ------------------ | ------------------ | ----- | ----- | ------ |
| Atlético Nacional · Colombia      | 1.a                 | 2002                | 12    | 0     | 0      | -             | -             | -             | -                  | -                  | -                  | 12    | 0     | 0      |
| Atlético Nacional · Colombia      | 1.a                 | 2003                | 6     | 1     | 0      | -             | -             | -             | -                  | -                  | -                  | 6     | 1     | 0      |
| Atlético Nacional · Colombia      | 1.a                 | 2004                | 45    | 4     | 0      | -             | -             | -             | -                  | -                  | -                  | 45    | 4     | 0      |
| Atlético Nacional · Colombia      | 1.a                 | 2005                | 14    | 0     | 0      | -             | -             | -             | 3                  | 2                  | 0                  | 17    | 2     | 0      |
| Atlético Nacional · Colombia      | 1.a                 | A-2006              | 13    | 0     | 0      | -             | -             | -             | 5                  | 0                  | 0                  | 18    | 0     | 0      |
| Atlético Nacional · Colombia      | Total               | Total               | 90    | 5     | 0      | 0             | 0             | 0             | 8                  | 2                  | 0                  | 98    | 7     | 0      |
| Santa Fe · Colombia               | 1.a                 | F-2006              | 15    | 7     | 0      | -             | -             | -             | -                  | -                  | -                  | 15    | 7     | 0      |
| Santa Fe · Colombia               | 1.a                 | 2007                | 36    | 6     | 0      | -             | -             | -             | -                  | -                  | -                  | 36    | 6     | 0      |
| Deportes Tolima · Colombia        | 1.a                 | 2008                | 41    | 4     | 0      | Desconocido   | Desconocido   | Desconocido   | -                  | -                  | -                  | 41    | 4     | 0      |
| Deportes Tolima · Colombia        | 1.a                 | 2009                | 37    | 3     | 3      | Desconocido   | Desconocido   | Desconocido   | -                  | -                  | -                  | 37    | 3     | 3      |
| Deportes Tolima · Colombia        | 1.a                 | 2010                | 39    | 5     | 7      | Desconocido   | Desconocido   | Desconocido   | 5                  | 1                  | 1                  | 44    | 6     | 8      |
| Deportes Tolima · Colombia        | 1.a                 | 2011                | 34    | 5     | 10     | 7             | 0             | 0             | 7                  | 1                  | 1                  | 48    | 6     | 11     |
| Deportes Tolima · Colombia        | 1.a                 | 2012                | 42    | 11    | 1      | 1             | 0             | 0             | 4                  | 0                  | 2                  | 47    | 11    | 3      |
| Deportes Tolima · Colombia        | Total               | Total               | 193   | 28    | 21     | 8             | 0             | 0             | 16                 | 2                  | 4                  | 217   | 30    | 25     |
| Pachuca · México                  | 1.a                 | C-2013              | 11    | 0     | 0      | 7             | 0             | 0             | -                  | -                  | -                  | 18    | 0     | 0      |
| Pachuca · México                  | Total               | Total               | 11    | 0     | 0      | 7             | 0             | 0             | 0                  | 0                  | 0                  | 18    | 0     | 0      |
| Veracruz · México                 | 1.a                 | A-2013              | 16    | 2     | 0      | 1             | 0             | 0             | -                  | -                  | -                  | 17    | 2     | 0      |
| Veracruz · México                 | Total               | Total               | 16    | 2     | 0      | 1             | 0             | 0             | 0                  | 0                  | 0                  | 17    | 2     | 0      |
| Deportivo Cali · Colombia         | 1.a                 | A-2014              | 13    | 0     | 2      | 2             | 0             | 0             | 6                  | 1                  | 1                  | 21    | 1     | 3      |
| Deportivo Cali · Colombia         | Total               | Total               | 13    | 0     | 2      | 2             | 0             | 0             | 6                  | 1                  | 1                  | 21    | 1     | 3      |
| Independiente Medellín · Colombia | 1.a                 | F-2014              | 22    | 3     | 10     | 7             | 0             | 0             | -                  | -                  | -                  | 29    | 3     | 10     |
| Independiente Medellín · Colombia | 1.a                 | 2015                | 40    | 5     | 4      | 7             | 1             | 0             | -                  | -                  | -                  | 47    | 6     | 4      |
| Independiente Medellín · Colombia | 1.a                 | 2016                | 39    | 11    | 9      | 2             | 0             | 0             | 6                  | 0                  | 2                  | 47    | 11    | 11     |
| Independiente Medellín · Colombia | 1.a                 | A-2017              | 21    | 6     | 3      | 3             | 1             | 0             | 6                  | 0                  | 1                  | 30    | 7     | 4      |
| Puebla · México                   | 1.a                 | 2017-18             | 32    | 3     | 5      | 2             | 0             | 0             | -                  | -                  | -                  | 34    | 3     | 5      |
| Millonarios · Colombia            | 1.a                 | F-2018              | 14    | 1     | 2      | 3             | 0             | 0             | 4                  | 0                  | 1                  | 21    | 1     | 3      |
| Millonarios · Colombia            | 1.a                 | A-2019              | 22    | 2     | 6      | 2             | 0             | 1             | -                  | -                  | -                  | 24    | 2     | 7      |
| Millonarios · Colombia            | Total               | Total               | 36    | 3     | 8      | 5             | 0             | 1             | 4                  | 0                  | 1                  | 45    | 3     | 10     |
| Puebla · México                   | 1.a                 | 2019-20             | 22    | 2     | 1      | 1             | 0             | 0             | -                  | -                  | -                  | 23    | 2     | 1      |
| Puebla · México                   | Total               | Total               | 54    | 5     | 6      | 3             | 0             | 0             | 0                  | 0                  | 0                  | 57    | 5     | 6      |
| Águilas Doradas · Colombia        | 1.a                 | 2020                | 13    | 4     | 4      | -             | -             | -             | -                  | -                  | -                  | 13    | 4     | 4      |
| Águilas Doradas · Colombia        | 1.a                 | 2021                | 35    | 7     | 11     | 1             | 0             | 0             | -                  | -                  | -                  | 36    | 7     | 11     |
| Águilas Doradas · Colombia        | 1.a                 | A-2022              | 20    | 4     | 6      | -             | -             | -             | -                  | -                  | -                  | 20    | 4     | 6      |
| Águilas Doradas · Colombia        | Total               | Total               | 68    | 15    | 22     | 1             | 0             | 0             | 0                  | 0                  | 0                  | 69    | 15    | 22     |
| Independiente Medellín · Colombia | 1.a                 | F-2022              | 22    | 1     | 0      | 3             | 0             | 0             | 0                  | 0                  | 0                  | 25    | 1     | 0      |
| Independiente Medellín · Colombia | Total               | Total               | 144   | 26    | 26     | 22            | 2             | 0             | 12                 | 0                  | 3                  | 178   | 28    | 29     |
| Santa Fe · Colombia               | 1.a                 | 2023                | 35    | 2     | 5      | 3             | 0             | 0             | 5                  | 0                  | 1                  | 43    | 2     | 6      |
| Santa Fe · Colombia               | Total               | Total               | 86    | 15    | 5      | 3             | 0             | 0             | 5                  | 0                  | 1                  | 94    | 15    | 6      |
| Real Cartagena · Colombia         | 2.a                 | 2024                | 32    | 6     | 5      | 2             | 0             | 0             | -                  | -                  | -                  | 34    | 6     | 5      |
| Real Cartagena · Colombia         | 2.a                 | 2025                | 22    | 2     | 2      | 0             | 0             | 0             | -                  | -                  | -                  | 22    | 2     | 2      |
| Real Cartagena · Colombia         | Total               | Total               | 54    | 8     | 7      | 2             | 0             | 0             | -                  | -                  | -                  | 56    | 8     | 7      |
| Total en su carrera               | Total en su carrera | Total en su carrera | 765   | 107   | 97     | 54            | 2             | 1             | 51                 | 5                  | 10                 | 870   | 114   | 108    |

### Selección Colombia de mayores
| Selección                | Año                      | Partidos | Goles |
| ------------------------ | ------------------------ | -------- | ----- |
| Colombia Mayores         | 2008                     | 1        | 0     |
| Colombia Mayores         | 2009                     | 4        | 0     |
| Colombia Mayores         | 2010                     | 2        | 0     |
| Colombia Mayores         | 2011                     | 3        | 0     |
| Colombia Mayores         | 2012                     | 1        | 0     |
| Total Selección Colombia | Total Selección Colombia | 14       | 0     |

### Resumen estadístico a nivel profesional
Actualizado a 6 de mayo de 2025.
| Competición           | Partidos | Goles | Asistencias |
| --------------------- | -------- | ----- | ----------- |
| Liga                  | 757      | 107   | 95          |
| Copas nacionales      | 54       | 2     | 1           |
| Copa Internacionales  | 51       | 5     | 10          |
| Selección de Colombia | 14       | 0     | 0           |
| Total en su carrera   | 876      | 114   | 106         |

## Palmarés

### Campeonatos nacionales
| Título                | Equipo                 | Sede     | Año  |
| --------------------- | ---------------------- | -------- | ---- |
| Torneo Apertura       | Atlético Nacional      | Colombia | 2005 |
| Superliga de Colombia | Deportivo Cali         | Colombia | 2014 |
| Torneo Apertura       | Independiente Medellín | Colombia | 2016 |

### Copas internacionales
| Título                  | Equipo                    | Sede     | Año  |
| ----------------------- | ------------------------- | -------- | ---- |
| Sudamericano Sub-20     | Selección Colombia Sub-20 | Colombia | 2005 |
| en Juegos Centro/Caribe | Selección Colombia Sub-21 | Colombia | 2006 |

(*) Incluyendo la selección